# Libochůvka
La Libochůvka est une rivière de la Tchéquie longue de 35,9 km, qui coule dans la région de la Moravie. Elle conflue avec la Bobrůvka pour former la Loučka à Dolní Loučky ; elle est donc un sous-affluent du Danube.